# Frailea
Frailea je rod malých jihoamerických kaktusů. Jsou to nejmenší jednotlivě rostoucí kaktusy. Vyznačují se kleistogamií. Asi 30 druhů a mnoho poddruhů a dalších nižších taxonomických jednotek.

## Výskyt
Areál rodu je značně rozsáhlý. Jsou to nížiny, pahorkatiny až horské oblasti jižní Brazílie, Argentiny, Paraguay, Uruguay. Na lokalitách mnoha druhů v době vrcholné vegetace denně prší. Předpokládá se, že kleistogamie se vyvinula jako ochrana proti zvlhnutí pylu.
Záhadou je výskyt F. colombiana (spolu s jedním Malacocarpusem) na stanovišti v Kolumbii, tisíce kilometrů od areálu rodu. Předpokládá se přenos semen zvířaty, případně lidmi v předkolumbovské době.

## Popis
Stonek převážně soliterní, ploše kulovitý, kulovitý až válcovitý, obvykle s průměrem 2 - 3 cm. Je rozdělen do plochých nevýrazných žeber, která mohou nést nízké hrbolky. Areoly nesou chomáčky několika ostnů, jsou bez výrazné vlny. Ostny nepříliš výrazné, odstávající, mírně zkroucené, pružné, nerozlišené na okrajové a střední, obvykle žluté, žlutošedé, rezavě žlutavé, bělavé. Několik druhů má ostny neodstávající, přitisknuté k pokožce, vytvářející ornamentální struktury.
Poupě a květní trubka porostlé chlupy a štětinami. Květy relativně velké, až 4cm, trychtýřovité, žluté. Vzácně mají červený střed jícnu nebo vnější okvětní lístky mírně červenavě zbarvené střední proužky. Květy jsou velmi často kleistogamní, k opylení dojde bez otevření květu a poupě přechází přímo v plod. Naopak v případě otevření květu bývá k opylení třeba pyl jiné rostliny. Plod kulovitý, suchý, blanitý, snadno rozpadavý, zahalený do vlny a štětin. Semena jsou hnědá, černá, lesklá, měkká a relativně velká, 1 až 3 mm. Mají unikátní tvar, jsou miskovitá až přilbovitá, bočně zploštělá, se ztlustlým okrajem a výraznou prohloubeninou z jedné strany. Tvar je adaptací na šíření vodou při záplavových deštích. Tvarově podobná semena, avšak plošší, mají kaktusy rodu Astrophytum. Semena rychle klíčí během jednoho až dvou dnů, avšak klíčivost během několika měsíců po dozrání rychle klesá.
Kořeny svazčité až řepovité.
Většina druhů si je značně podobná. Zajímavá je F. cataphracta, která má pod každou areolou srpkovitou fialovou skvrnu. Byla dříve známa jako měsíčkový kaktus (Haage uvádí slovenský název krpatec pancierový). Odlišný vzhled má F. castanea (synonymum F. asteroides), která má ploše diskovitý hnědý stonek s přiléhavými ostníky.
Jsou to nejmenší soliterně rostoucí kaktusy. Menší stonky má jen rod Blossfeldia, ta však vytváří větší trsy.

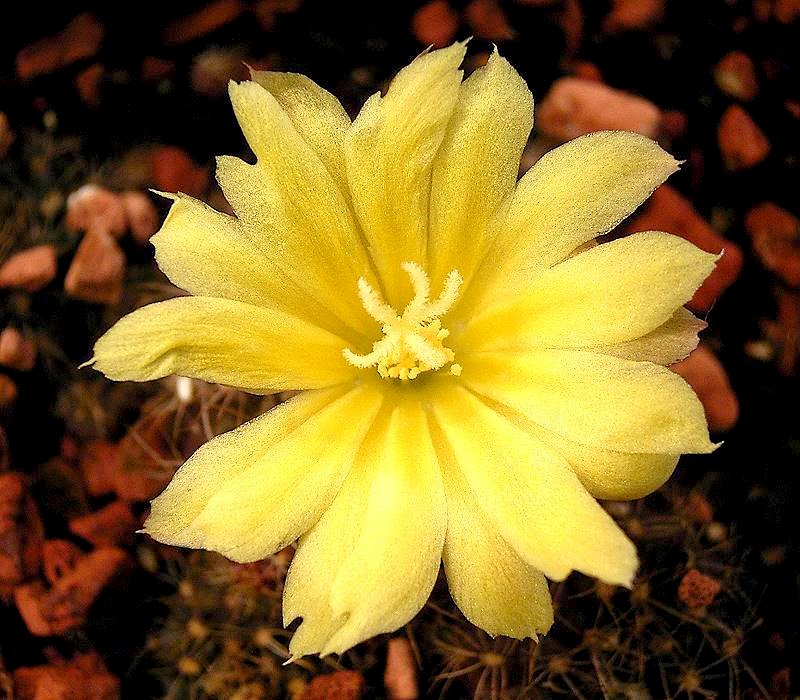
Frailea grahliana

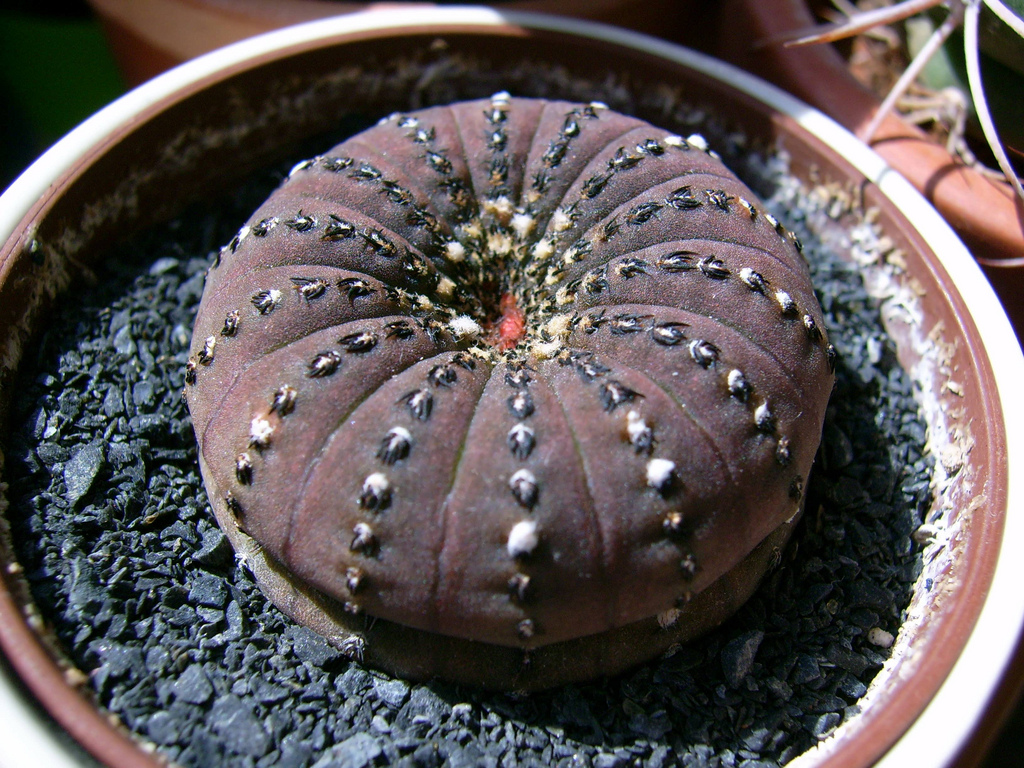
Frailea castanea (syn. asteroides)

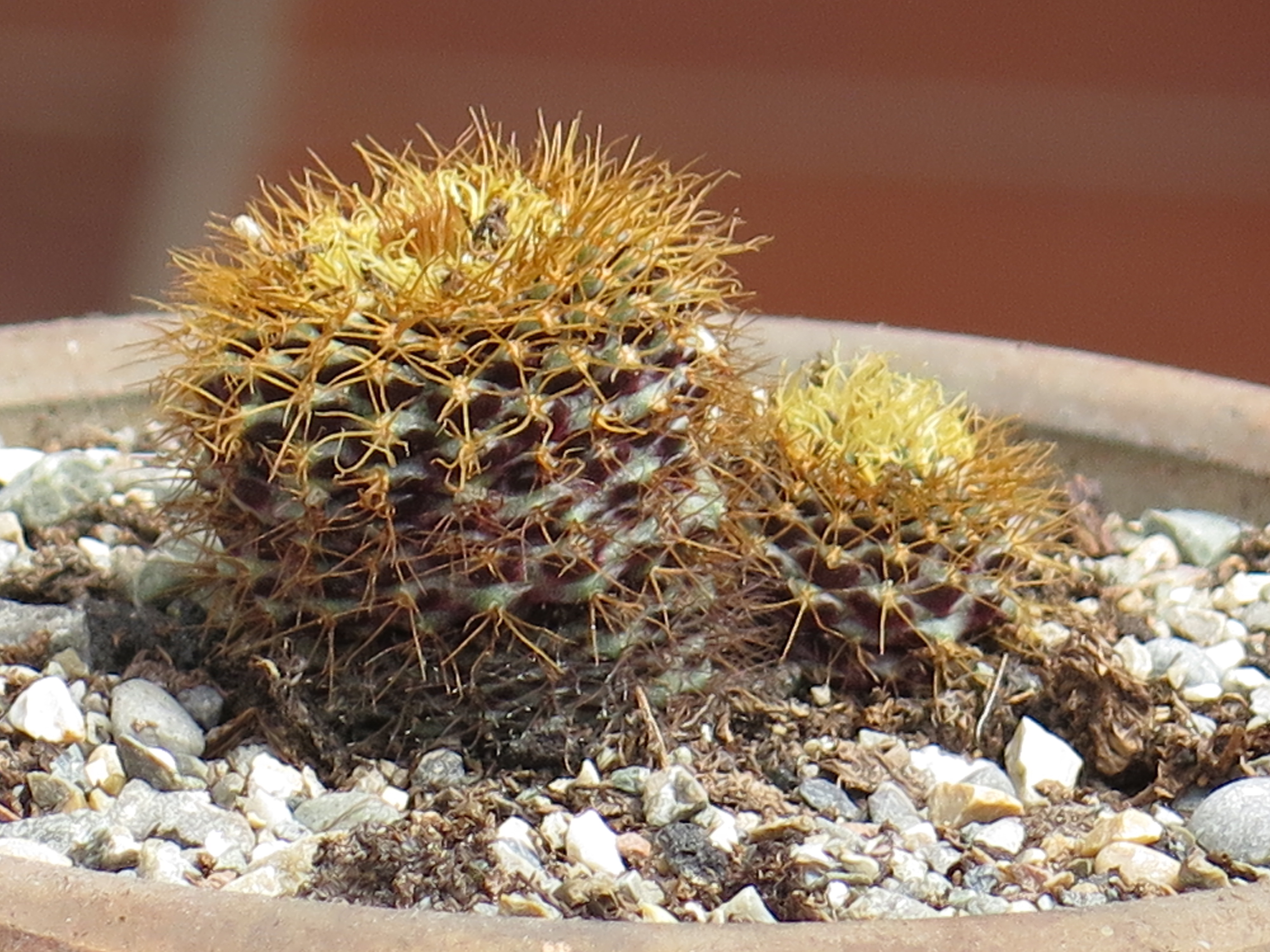
Frailea curvispina

## Taxonomie
Fraileje jsou nejblíže příbuzné rodům Notocactus, Parodia a dalším miniaturám rodu Blossfeldia.
Rod ustanovili v roce 1922 Britton & Rose, pojmenován byl na počest Manuela Frailea, kustoda státní botanické sbírky ve Washingtonu.
Několik taxonů objevil český lovec kaktusů A.V.Frič, pojmenovány byly F. dadakii, F. chrysacantha, F. pseudograhliana, F. pseudopulcherima.

## Pěstování
Pěstování frailejí je snadné při dodržení obvyklých zásad pro pěstování kaktusů. Obtížněji se pěstuje F. castanea. Pěstování z velkých semen je natolik snadné, že bývají doporučovány pro první pokusy s pěstováním kaktusů ze semen.
Fraileje ochotně a bohatě nasazují poupata. Ta se však převážně kleistogamně přímo mění v plody bez rozvinutí v květy. Podmínky za kterých dochází k otevření květů se zatím nepodařilo jednoznačně stanovit.